# Ol11
Ol11 – polskie oznaczenie austriackiego parowozu  serii kkStB 329 o układzie osi 1'C1'. Parowóz wykorzystywał parę nasyconą i silnik sprzężony. Zbudowano 93 lokomotywy tej serii. W okresie międzywojennym na PKP pracowało 21 maszyn tej serii, oznaczonych jako Ol11. W 1909 r. seria 329 została zmodernizowana, zastosowano w niej silnik bliźniaczy wykorzystujący parę przegrzaną. Oznaczono ją jako seria 429 oznaczona w Polsce jako Ol12 produkowana w latach 1910-1918.